# Andrija Majdevac
Andrija Majdevac (in serbo Андрија Мајдевац?; Kruševac, 7 settembre 1997) è un calciatore serbo, attaccante del Panaitōlikos.

## Carriera

### Club
Ha giocato nella prima divisione dei campionati serbo, maltese e cipriota. Inoltre, ha giocato 7 partite nei turni preliminari delle coppe europee, di cui 5 in Europa League (realizzandovi anche una rete) e 2 in Europa Conference League.

### Nazionale
Ha giocato nelle nazionali giovanili serbe Under-17 ed Under-18.

## Palmarès

### Club

#### Competizioni nazionali
- Prva Liga Srbija: 1

Napredak Kruševac: 2015-2016
- Coppa di Malta: 1

Balzan: 2018-2019